# La Horde
La Horde és una pel·lícula de terror francesa del 2009 coescrita i dirigida per Yannick Dahan i Benjamin Rocher. És protagonitzada per Claude Perron, Jean-Pierre Martins, Eriq Ebouaney i Aurélien Recoing.
La pel·lícula es va rodar a París el 2008 i es va estrenar el 28 d'agost de 2009 al London FrightFest Film Festival. El desembre de 2009 IFC Films va adquirir els drets per a l'estrena als Estats Units d'Amèrica. També es va poder visionar al XLII Festival Internacional de Cinema Fantàstic de Catalunya el 2009 i va guanyar dos premis Garner al millor guió i a la millor fotografia al Fantasporto.

## Argument
Un grup de policies francesos s'embarquen en una missió de venjança després que un col·lega hagi estat assassinat per un conegut narcotraficant que roman amagat en un edifici al cor d'un suburbi de París. Assalten el complex d'habitatges socials amb la intenció d'apressar-lo, però l'operació és un fracàs i l'equip cau capturat. De sobte, ambdós bàndols s'enfronten a un oponent totalment diferent, una horda de zombis, i tant els policies com els criminals han de forjar una aliança incòmoda per a sobreviure al seu atac.